# Longxi, Pengshui
Longxi (kinesiska: 龙溪) är en köping i sydvästra Kina. Den ligger i Pengshui härad i storstadsområdet Chongqing, omkring 190 kilometer öster om det centrala stadsdistriktet Yuzhong. Antalet invånare är 12 692. Befolkningen består av 6 021 kvinnor och 6 671 män. Barn under 15 år utgör 28,0 %, vuxna 15-64 år 61 %, och äldre över 65 år 10,0 %.